# Néo (comics)
Pour les articles homonymes, voir Néo.
 (novembre 2014).
Si vous disposez d'ouvrages ou d'articles de référence ou si vous connaissez des sites web de qualité traitant du thème abordé ici, merci de compléter l'article en donnant les références utiles à sa vérifiabilité et en les liant à la section « Notes et références ».
Le Néo est un groupe de mutants fictif, ennemi des X-Men. Leurs premières apparition est dans X-Men vol 2 #99 (Avril 2000)
Ces mutants furent créés par le Maître de l'évolution qui expérimentait la population mutante terrestre.

## Biographie du groupe
Les membres du Néo vivaient reclus et heureux jusqu'à ce que frappe la tragédie. Dans l'épisode Uncanny X-Men #379-380, le Maître de l'Evolution supprima le gène mutant sur toute la planète, les mutants redevenant alors de simples humains. De nombreux membres du Néo périrent lors de cette 'annulation temporaire'. Parmi les décédés se trouvaient la fille de Domina. Amphibie, elle se trouvait sous l'eau lors du changement et elle se noya. Domina et le Néo virent les X-Men et Mister Sinistre comme responsables de cette crise. Un petit clan quitta leur foyer pour demander vengeance.
Ils pistèrent Diablo, qui avait quitté l'équipe et se préparait à rentrer dans les ordres. Rax l'attaqua sauvagement et Diablo réussit à se téléporter, blessé, dans l'hôpital ou officiait Cecilia Reyes, une jeune doctoresse mutante. Jaeger, le leader mâle du clan demanda à exécuter seul Diablo, mais dans la panique Cecilia activa son pouvoir, transformant son champ de force en arme, et empalant Jaeger. 
Le Néo sentit la mort de ce dernier, et Rax prit la place du dominant mâle.
Pendant ce temps, les X-Men travaillaient dans l'espace, aidant une équipe à réparer une vieille station spatiale. Parmi les techniciens se trouvait Seth (un agent du Néo) qui charma Kitty Pryde. Il sabota la station et enleva la jeune mutante, pensant qu'elle pouvait rejoindre les Néo. Les X-Men survécurent de justesse.
Sur Terre, Diablo et Cecilia trouvèrent de l'aide auprès de Charlotte Jones, qui poursuivait un sociopathe nommé Delgado (un des Acolytes de Magnéto.
Rejoints par Archangel, le groupe lutta contre les jeunes Tartarus et Elysia, l'immense Anteus, et Salvo. Les X-Men arrivèrent à la rescousse mais furent battus par Domina et Barbican.
Les X-Men sauvèrent Elysia dont les pouvoirs avaient fait fusionné Delgado et Jones en une créatures maléfique, et ils réussirent à convaincre le Néo que Cecilia n'était pas liée à eux et qu'ils n'étaient pas responsables. Le néo s'en alla.
On revit Rax affronter Gambit pour prouver sa valeur à son clan.
Plus tard, Magnéto arriva dans la forteresse du Néo et leur demanda de rejoindre l'armée du Génosha. Le Néo refusa, et Magnéto démembra Rax et Salvo pour les punir. Devenue leader, Domina plia devant Magnéto.
On ne revit plus le groupe mais on suppose qu'ils sont morts lors de l'attaque de Génosha par les Sentinelles de Cassandra Nova.

## Composition
Seule une poignée du Néo a été aperçu, en tant que guerriers. On suppose que le groupe comportait une centaine de membres au total.
Les membres du néo possèdent tous des tatouages faciaux rituels et une condition physique excellente, faisant d'eux d'excellents guerriers ou chasseurs.
- Jaeger, capable de sentir les émotions de sa proie et de la traquer, de même que d'emprunter les pouvoirs des membres de sa meute.
- Domina, capable d'emprunter les pouvoirs de sa meute.
- Rax, pisteur devenu chef à la mort de Jaeger.
- Seth, possédant une armure sophistiqué.
- Anteus, colosse à la force surhumaine.
- Barbican, capable de manipuler la matière terrestre (argile, brique, ...)
- Salvo, capable de transformer ses membres en armes biologiques.
- Static, qui projette un champ d'énergie troublant ou renvoyant les pouvoirs des mutants proches de lui.
- Elysia, aux pouvoirs illusoires.
- Tartarus, qui manifeste les pires peurs de ses adversaires.
- Junction, le téléporteur
- Kilmer